# Janis Warufakis
Janis Warufakis, gr. Γιάνης Βαρουφάκης, właśc. Joanis Jeorjiu Warufakis, gr. Ιωάννης Γεωργίου Βαρουφάκης (wym. [ˈʝanis varuˈfacis]; ur. 24 marca 1961 w Atenach) – grecki ekonomista i polityk, deputowany, minister finansów od stycznia do lipca 2015 roku, założyciel paneuropejskiej organizacji politycznej DiEM25.

## Życiorys
Urodził się 24 marca 1961 roku w Atenach, jego ojcem był Jorgos Warufakis. Ukończył studia ekonomiczne na University of Essex, specjalizował się w teorii gier. W 1987 roku uzyskał doktorat w dziedzinie ekonomii na University of Essex, od tego czasu przez kilka lat wykładał na Uniwersytecie Wschodniej Anglii. W 1987 roku wyjechał do Australii, podjął tam pracę na University of Sydney, na którym wykładał ekonomię i ekonometrię.
W 2000 roku zdecydował się na powrót do Grecji. Podjął pracę na Uniwersytecie Narodowym im. Kapodistriasa w Atenach, na którym objął stanowisko profesora ekonomii teoretycznej. W latach 2004–2006 pracował w zespole doradców premiera Jorgosa Papandreu, później stał się jednym z najzagorzalszych krytyków jego polityki; określał się jako niekonsekwentny marksista. Po wybuchu globalnego kryzysu finansowego zaczął często pojawiać się w mediach. W 2012 roku wyjechał z Grecji do USA i zaczął wykładać na University of Texas at Austin.
Od 2012 roku przez ponad rok pracował dla Valve Corporation jako główny konsultant ekonomiczny. Zajmował się konstruowaniem ekonomii wirtualnych światów, m.in. w grach Counter-Strike: Global Offensive, Dota 2 i Team Fortress 2, w tym przede wszystkim usprawnieniem systemu mikropłatności. Jego celem było umożliwienie połączenia dwóch wirtualnych gospodarek. Pracę tę uznał za „raj ekonomisty”, jako że przypominała mu sytuację Grecji względem Niemiec, a umożliwiała analizę wszystkich danych dotyczących aktywności ekonomicznej użytkowników.
25 stycznia 2015 roku wystartował z powodzeniem z listy Syrizy w wyborach do parlamentu. 27 stycznia tegoż roku został mianowany ministrem finansów w rządzie Aleksisa Tsiprasa. Wkrótce po objęciu urzędu oświadczył, że Grecja nie będzie negocjować z Europejskim Bankiem Centralnym, Międzynarodowym Funduszem Walutowym i Komisją Europejską, ale po kilku dniach wraz z całym rządem złagodził retorykę, zapowiadając dążenie do kompromisu. Janis Warufakis usiłował dążyć do dyskusji państw europejskich o redukcji greckiego zadłużenia. W referendum z 5 lipca 2015 roku nakłaniał Greków, by odmówili zagranicznej pomocy na warunkach proponowanych przez instytucje europejskie. Następnego dnia po referendum podał się do dymisji, gdyż – jak powiedział – ministrowie finansów strefy euro uważali jego obecność na swoich posiedzeniach „za niemile widzianą”. Wyraził też pogląd o całkowitym kontrolowaniu przez Niemcy Eurogrupy. Po podpisaniu porozumienia o kolejnym pakiecie pomocowym z 15 lipca głosował przeciw jego przyjęciu. Warunków porozumienia nie poparło łącznie 38 posłów klubu Syriza.
W lutym 2016 roku zainicjował powołanie lewicowej paneuropejskiej organizacji politycznej DiEM25. W marcu 2018 roku utworzył w Grecji partię polityczną MeRA25. W 2018 roku zapowiedział swój start w wyborach europejskich w następnym roku z Niemiec (nie uzyskał mandatu). W lipcu 2019 roku jego grecka partia przekroczyła natomiast próg wyborczy w wyborach krajowych, Janis Warufakis powrócił wówczas do Parlamentu Hellenów.

## Życie prywatne
Jest żonaty z artystką Danai Stratu, córką greckiego przemysłowca. Z poprzedniego związku ma córkę.

## Publikacje
Autor takich publikacji jak:
- Rational Conflict, Oksford: Blackwell Publishers, 1991;
- Foundations of Economics: A beginner’s companion, Londyn i Nowy Jork: Routledge, 1998;
- Game Theory: A Critical Text (z Shaunem Hargreaves-Heapem), Londyn i Nowy Jork: Routledge, 2004;
- Modern Political Economics: Making sense of the post-2008 world (z Joseph Halevim i Nikosem Teocharakisem), Londyn i Nowy Jork: Routledge, 2011;
- The Global Minotaur: The True Origins of the Financial Crisis and the Future of the World Economy, Londyn i Nowy Jork: Zed Books, 2011;
- Economic Indeterminacy: A personal encounter with the economists’ peculiar nemesis, Londyn i Nowy Jork: Routledge, 2013;
- And the Weak Suffer What They Must? Europe's crisis, America’s economic future, Nowy Jork: Nation Books, 2016;
- Technofeudalism: What Killed Capitalism, Londyn: Bodley Head UK, 2023.